# Canon EF-M 28mm f/3.5 Macro IS STM
El Canon EF-M 28mm 28mm f/3.5 Macro IS STM és un objectiu fix macro amb muntura Canon EF-M.
Aquest, va ser anunciat per Canon l'11 de maig de 2016, amb un preu de venta suggerit de 279€.
Actualment, és l'única òptica macro de la sèrie EF-M. L'augment màxim d'aquesta lent és 1× en mode normal i 1,2× en mode supermacro. També és el primer objectiu de Canon amb llum macro integrada.
La seva distància focal de 28mm té el mateix camp visual en una càmera EOS de la sèrie M que una lent de 45mm en una càmera de fotograma complet.
Aquest objectiu s'utilitza sobretot per fotografia macro.

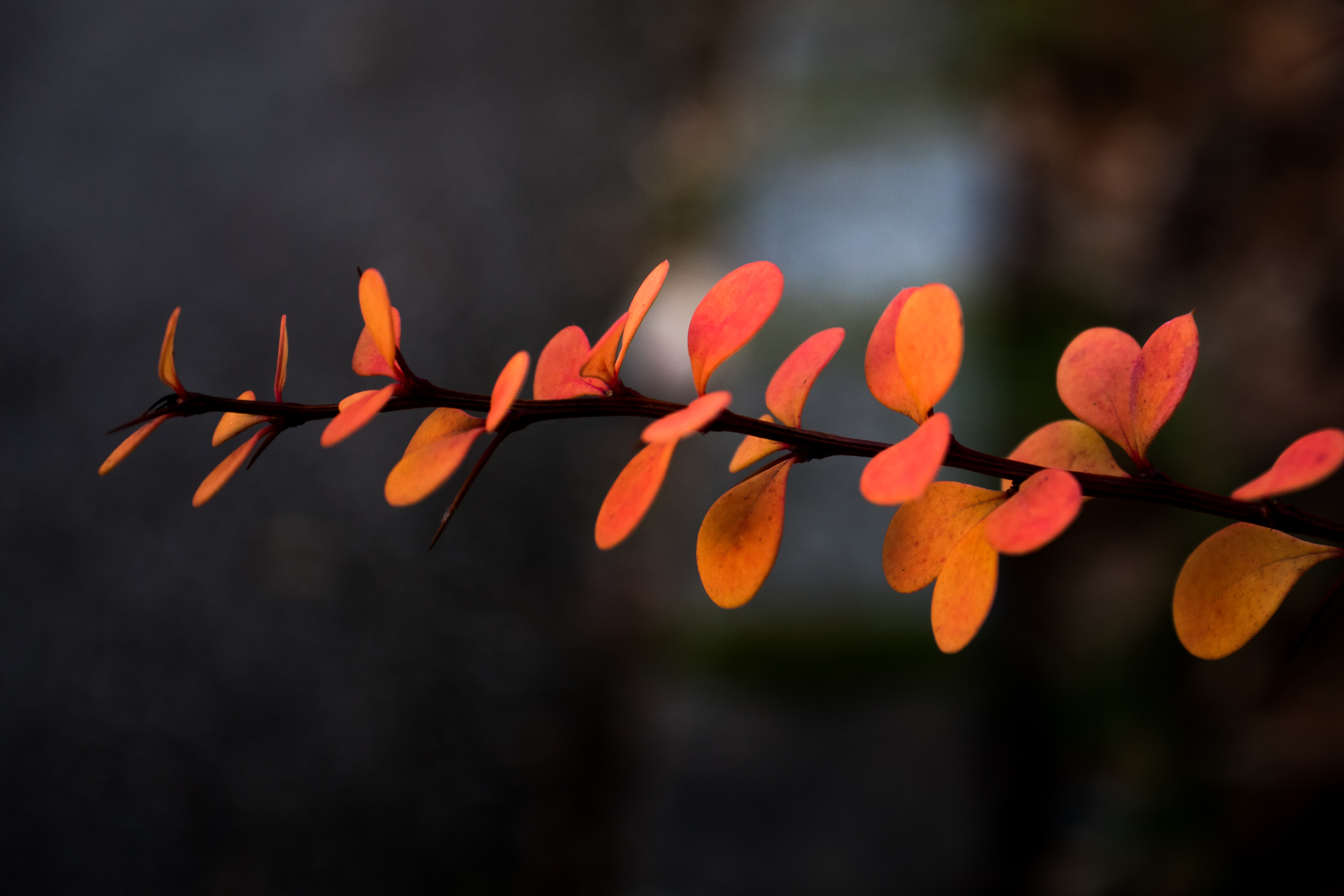
Fulles fotografiades amb el Canon EF-M 28mm f/3.5 Macro IS STM

## Característiques
Les seves característiques més destacades són:
- Distància focal: 28mm
- Obertura: f/3.5 - 22
- Motor d'enfocament: STM (Motor d'enfocament pas a pas, silenciós)
- Estabilitzador d'imatge de 3,5 passes
- Distància mínima d'enfocament: 9,7cm (mode normal) i 9,3cm (mode supermacro)[3]
- Rosca de 43mm[4]
- Ampliació màxima: 1,2x

## Construcció[3]
- El canó és de policarbonat i la muntura de plàstic.
- Per estendre l'objectiu a la posició normal, cal prémer un interruptor d'alliberament de bloqueig i, a continuació, girar l'anell de selecció 30° per estendre la lent. Això allarga el canó interior de la lent en 17 mm. Per passar del mode normal al super macro, cal prémer l'alliberament del bloqueig i girar l'anell 15° més, la qual cosa allarga el canó una mica més.
- Aquest objectiu té integrat un anell amb dos llums led, les quals es poden configurar a intensitat alta o baixa, i es poden controlar de manera independent, tot amb un sol botó al barril de la lent. Aquesta sistema extreu l'energia del cos de la càmera. A la intensitat alta els led donen fins a 8 passes de llum.
- El diafragma consta de 7 fulles, i les 11 lents de l'objectiu estan distribuïdes en 10 grups.[1]
- Consta de 2 elements asfèrics i una lent d'ultra baixa dispersió[1]

## Accessoris compatibles[5]
- Tapa EF-M28
- Parasol ES-22
- Filtres de 43mm
- Tapa posterior EB
- Funda LP811